# プルーイット・アイゴー

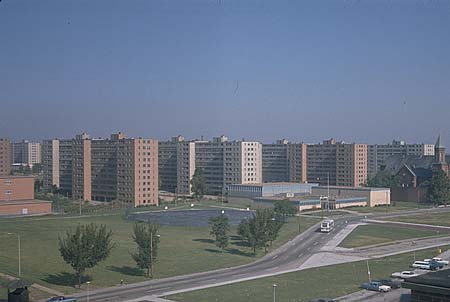
在りし日のプルーイット・アイゴーの外観

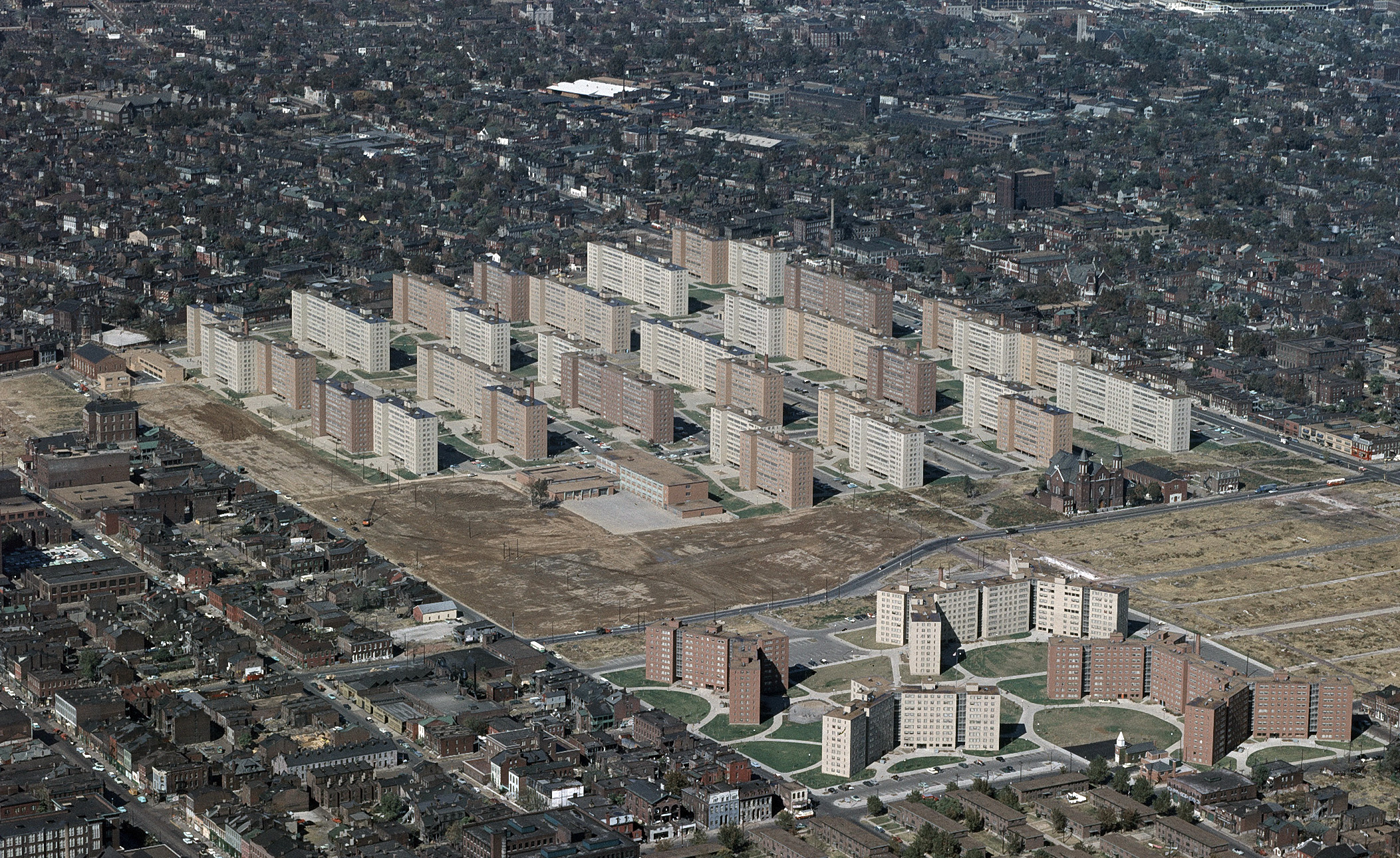
在りし日のプルーイット・アイゴーの上空写真

プルーイット・アイゴー（Pruitt-Igoe）は、アメリカ合衆国ミズーリ州セントルイスにあった住宅団地である。1951年にセントルイスのスラムを取り壊し、日系アメリカ人建築家ミノル・ヤマサキにより改良住宅として設計され、1956年に完成した。しかし、団地自体がスラム化し犯罪の温床となるなど環境が著しく悪化、入居者が激減し、1972年に爆破解体された。同国の住宅計画史上最大の失敗であるとされている。建築評論家のチャールズ・ジェンクスは、著書、『ポストモダンの建築言語』で同団地の爆破解体の日を「モダニズム建築が死んだ日」と位置付けている。

## 歴史

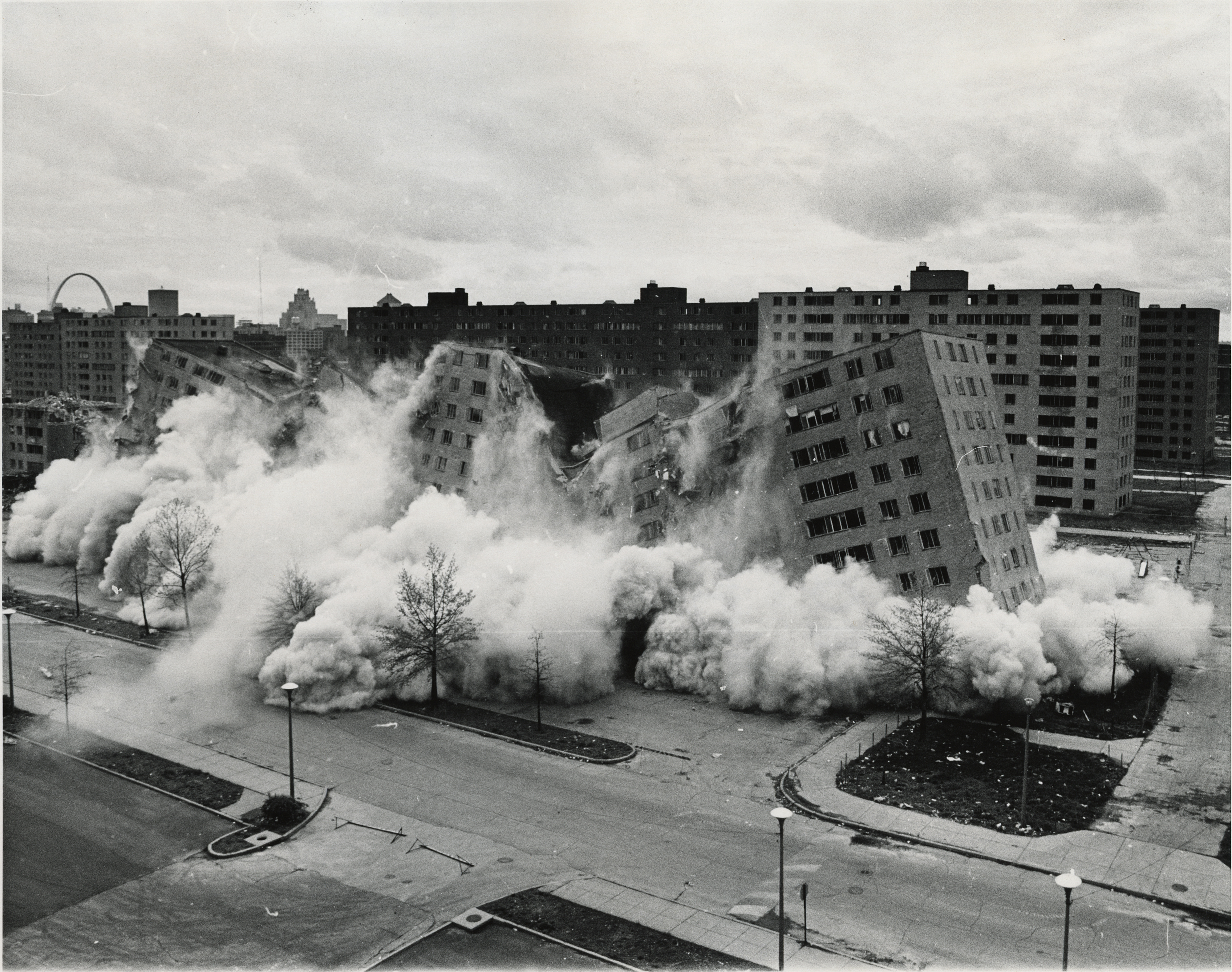
プルーイット・アイゴーの取り壊し

プルーイット・アイゴーは第二次世界大戦後の住宅団地計画の一つとして1951年に日系人建築家ミノル・ヤマサキによって設計された。団地名は第二次世界大戦時にタスキーギ・エアメンで活躍したアフリカ系アメリカ人パイロット、ウェンデル・O・プルーイットと元下院議員のウィリアム・L・アイゴーという2名のセントルイス出身者から取られた。当初、市はこの団地計画を黒人用のプルーイット、白人用のアイゴーと2つに分けていた。しかし、こうした人種隔離は建設的でないと判断し、プルーイット・アイゴーは1つの団地として建設されることになった。
セントルイスの極貧地区デ・ソト・カー（De Soto-Carr）のスラムを取り壊し、約230,000m2の敷地に11階建ての高層住宅33棟が建設された。総戸数は2,870戸を数え、完成には5年の歳月を要した。建築当初、プルーイット・アイゴーは広く称賛され、アメリカ建築協会賞を受賞した。
しかし、元々周辺の環境が悪かった上、住環境を考慮しない設計から、完成から数年も経たない内に荒廃が始まった。団地の多くは空き家のままで、住民の多くは低所得者層であった。数々の再生計画も失敗に終わり、1972年3月16日、ついにセントルイス住宅局は団地を解体することになった。

## 失敗の要因
プルーイット・アイゴーは都市計画の失敗例として挙げられることが多い。しかしプルーイット・アイゴーの失敗の要因は多岐にわたっており複雑である。
その一つには予算縮小による要因が挙げられる。例えば、当初の計画にあった庭園や児童遊園といった各種公園は費用を抑えるために建設が見送りとなった。また、エレベーターに採用されたスキップ・ストップ（Skip-Stop）と呼ばれる停止階システムは不便さを増長する結果になった。これは1階、4階、7階、10階の各階にのみエレベーターを停止させ、上下の階には階段を使わせるというものである。こうした、ローコストを追求し、「住みやすさ」を考慮しなかった設計は団地のスラム化と犯罪の増加を招き、プルーイット・アイゴーの失敗の最大の要因とされている。
しかし、設計以外の要因もあった。1950年代以降、産業と人口の郊外流出によってセントルイスは凋落の一途をたどっていた。そこにベトナム戦争によるアメリカ経済の疲弊が追い討ちをかけた。こうした状況下において、ニューヨークで成功した住宅計画をそのままこの時代のセントルイスに持ちこもうとしたことも、失敗の要因であったとされている。

### 環境犯罪学の進歩
1970年代以降、深刻化したアメリカの都市型犯罪が研究されていく過程で、犯罪を抑止するためには犯罪の原因を取り除くよりも、事前に犯罪の機会を取り除くことが効果的である考えに基づく環境犯罪学が生まれた。こうした視点でプルーイット・アイゴーの設計を振り返ると、オープンスペースと住居スペースの境界が明確化されておらず、第三者が立ち入りやすい構造であること、また、死角の多い共用スペースや外廊下の存在など、犯罪を助長させかねない構造が多数存在していたことが浮き彫りにされた。住宅としては失敗事例として名を残すこととなったプルーイット・アイゴーだが、そこで得られた教訓は環境犯罪学などを進歩させるとともに、後年の建築設計者に防犯環境設計などの重要な指針を与えることとなった。

## 跡地とヤマサキのその後
団地解体後、跡地の南半分はゲートウェイ小学校、ゲートウェイ中学校、プルーイット軍中等学校（2007年閉校、現・特別認可学校KIPPインスパイア・アカデミー校舎）の各学校用地に転用された。北半分はプルーイット・アイゴー変電所が置かれているほか、変電所周囲の未利用地はカシやヒッコリーを中心とした森となり、フランシス・フォード・コッポラ監督が製作に関わった映画『コヤニスカッツィ（Koyaanisqatsi）』（ゴドフリー・レッジオ監督）の撮影にも使われた。また団地の環境に影響を与えた周辺のスラムも解体整理され、低密度の一戸建て住宅地に再開発されている。
ヤマサキは後に世界貿易センタービルの設計で知られることになる。2001年9月11日のアメリカ同時多発テロ事件の際に同ビルが崩落したことに関し、ここでもヤマサキの設計が問われた。しかし、設計当時とテロ当時とでは航空機技術の違いもあり、崩落は予測不可能なものであったという指摘もある。

## 註
1. 1 2 3 4 5 6 7 8  加藤壮一郎「都市形成史における「空間の感覚」の変遷」『千葉大学人文社会科学研究科研究プロジェクト報告書』第194巻、千葉大学大学院人文社会科学研究科、2009年2月、48頁、CRID 1050288547188335104、ISSN 1881-7165。
2. 1 2 3 4  鯖江秀樹「<論文>機能主義建築の臨界 -後期モダニズムにおける人間的なるもの-」『あいだ/生成』第7巻、あいだ哲学会(京都大学大学院人間・環境学研究科武田宙也研究室)、2017年3月、1頁、CRID 1050001335843650944、hdl:2433/219415、ISSN 2432-8758。
3. 1 2  重村力「招待講演 集住と住民参加の意味」（PDF）『関西大学先端科学技術シンポジウム講演集』第17巻、吹田 : 関西大学先端科学技術推進機構、2013年1月、184-187頁、国立国会図書館書誌ID:028471420。
4. 1 2 3 4  及川清昭 (2017年3月11日). “UDBCKアーバンデザインスクール 第5回 これからのUDCBKについてー草津の都市デザインを考えるためにー” (PDF).  草津市. p. 13. 2022年3月14日閲覧。
5. 1 2 3 4  藤森修「北海道の戸建住宅及び集合住宅における犯罪誘発空間の調査研究:北欧デンマークに倣う自然監視型住環境に向けて」『開発こうほう』第564号、北海道開発協会、2010年7月、140頁、NDLJP:9591001、2022年3月14日閲覧。
6. ↑  “世界の地下鉄網は「同じ形」：ネットワーク分析で判明”. WIRED.jp (2012年5月18日). 2022年3月14日閲覧。
7. ↑  日本でも前川國男の晴海高層アパートでスキップ・ストップが採用されたほか、1970年代までに建てられた高層の公団住宅などによく見られる。